# Grand Solisko
Le Grand Solisko parfois aussi appelé Solisko (slovaque : Veľké Solisko, polonais : Wielkie Solisko) est un sommet de la Slovaquie et de la chaîne des Hautes Tatras qui appartient aux Carpates occidentales. Il culmine à 2 412 mètres d'altitude.

## Ascension
La première ascension connue date de 1903 et fut réalisée par Karol Englisch et Paul Spitzkopf.